# Kathrin Rank
Kathrin Rank (* 24. September 1967 in Bielefeld) ist eine in Berlin lebende bildende Künstlerin.

## Leben und Wirken
Kathrin Rank besuchte von 1988 bis 1994 die FH Bielefeld, Fachbereich Gestaltung, und absolvierte ihr Diplom in Malerei bei Inge Dörries-Höher. Während ihrer Ausbildung, 1992, bekam sie ein Stipendium des EG Programms Comett und ging für ein Jahr nach Lyon, Frankreich. 1994 begann sie das Studium der Malerei an der Hochschule für Bildende Künste Braunschweig bei Hermann Albert, dessen Meisterschülerin sie 1999 wurde. 1995 war sie Gründungsmitglied der Malergruppe Konvention, 1998 bis 99 war sie Gründungsmitglied der Produzentengalerie BS15 in Braunschweig und von 2000 bis 2002 war sie Gründungsmitglied der Produzentengalerie Konvention – Forum für Malerei in Berlin und Mitherausgeberin der gleichnamigen Zeitung mit Beiträgen und Manifesten der Malergruppe.
Kathrin Rank erhielt 2001 ein Wohn- und Arbeitsstipendium des Vereins Künstlerhaus Meinersen in Meinersen und war 2007 eine der Preisträgerinnen des Wilhelm-Fabry-Museums in Hilden. 2018 war Rank Teilnehmerin von „The 1st Dafen International Oil Painting Biennale“, Shenzhen in China im Red Cube Public Museum. Ihr Bild „H2O“ wurde vom Dafen Art Museum, Shenzhen, China angekauft und in die Sammlung aufgenommen. / 2019 verbrachte Rank aufgrund eines Wohn- und Arbeitsstipendiums der TNT International Artists Residence, einen Monat in Dafen, Shenzhen, China. 2020 war Kathrin Rank Teilnehmerin der 2nd Dafen International Oil Painting Biennale in Shenzhen / China im Dafen Art Museum, China.
Seit 2013 gehört sie zu einer Künstlergruppierung die regelmäßig zusammen ausstellen und das Künstlermagazin R U W! in einer Auflage von 50 Exemplaren herstellen. RUW ist die Kombination des Wortes „raw“ und dem deutschen Wort „rau“ was im niederländischen mit „ruw“ übersetzt wird. Befreundete Künstler und Freunde von Freunden der unterschiedlichsten Kunstmedien widmen sich selbst gestellten Themen.
Seit 2000 lebt sie mit ihrem Lebensgefährten, dem Maler Mirko Schallenberg, und dem gemeinsamen Sohn in Berlin.

## Ausstellungen
(E) Einzelausstellungen, (G) Gruppenausstellungen, (K) Katalog, (F) Film
- 1996 Kunsthalle, Braunschweig (G, K)
- 1997 5. Ausstellung zur Förderung junger Künstler aus der Bundesrepublik Deutschland, Gästehaus Petersberg, Königswinter, (G, K), Städtische Galerie Eichenmüllerhaus, Lemgo (G, K)
- 1998 Pelikan-Viertel, Hannover (G, K), Städtische Kunstsammlung Salzgitter, Salon Salder (G, K)
- 1999 Galerie bs15, Braunschweig, Bilder (K)
- 2000 Zwischenraumklang, Galerie Konvention, Berlin (K), Eröffnungsausstellung der Galerie Konvention in Berlin (G)
- 2001 Gemälde, Galerie Redeker, Bielefeld (E), Landschaft und Innenraum (mit Uta Reinhardt), Galerie Konvention, Berlin, Galerie Artforum, Hannover (G), Galerie Apex, Göttingen (G)
- 2002 Malerei, Künstlerhaus Meinersen (E, K), Bildzeichen, BdA-Galerie, Braunschweig (E), Aus dem Lot, Galerie Konvention, Berlin (E)
- 2003 Bildraum-Skulpturraum-Vorstellungsraum (mit Marco Baré), Galerie M, Berlin, Freie Wahlen, Kunsthalle Baden-Baden, (G), Vorbilder-Nachbilder, Kunstverein Blauer Salon, Berlin, (G), Paintings and Sculptures, Artgallery Mouvements, Den Haag / NL (G)
- 2004 Farbzeichen, Städtische Galerie Eichenmüllerhaus, Lemgo, (E), Malerei (mit Schallenberg), Galerie Frebel, Westerland/Sylt, Orte, Zeichen, Gegenstände (mit Uta Reinhardt und Schallenberg), Turmgalerie 333, Helmstedt, Kunstmesse Bodensee (G)
- 2005 Augenzeugen, Galerie Open, Berlin (E), Galerie Artforum, Hannover, Zeitzeichen, (G), Opening, Galerie Open, Berlin (G), Kunstverein Aschau (G)
- 2006 Im Raum Umraum Im Raum herum (mit Schallenberg), Kunstverein Hameln, Kunstverein Aschau (mit Schallenberg), Galerie Noah, Augsburg (G), Galerie Schmalfuß, Marburg (G), Umgebung/Fläche/Raum, Galerie Open, Berlin, (G), Augenblick, verweile doch, du bist so schön, Wilhelm-Fabry-Museum, Hilden (G, K)
- 2007 BdA-Galerie, Braunschweig (G)
- 2008 Fossile Augenblicke (mit Schallenberg), IBB, Berlin (K), Galerie Open, Berlin (E)
- 2009 Showroom der Galerie Noah, Augsburg (G), Künstlerhaus Meinersen (G, K)
- 2010 unterwegs, Kunstverein Schöningen (E), schöne Aussichten (mit Susanne Maurer), Galerie Kramer, Bremen, in weiter Ferne so nah, Galerie Frebel, Westerland/Sylt (E), NaturAnsichten, Galerie Alte Schule Adlershof, Berlin (G, K), Bild-Paare, Galerie Rohling, Genthiner 11, Berlin (G), Stiftung Starke, Löwenpalais, Berlin (G)
- 2011 Kunstverein Aschau (mit Christopher Lehmpfuhl und Menno Fahl), Galerie Lux, Berlin (G), Z50, Freies Museum Berlin / Projektraum / Hotes International Fine Art (G)
- 2012 Otto Dix aus der Privatsammlung Gunzenhauser und großformatige Malerei aus Berlin, Leipzig, München, Stadtgalerie Altötting (G, K), Kunstverein Herrenhaus Heinrichsruh (mit Schallenberg), City Sights (mit C.D. Aschaffenburg), Galerie DorisBerlin, Berlin, last orders, Galerie DorisBerlin, Berlin (G), Renaissance der Gesichter, F200, Berlin (G), Paradies Garten, Galerie St. Johannis zu Lassan, Lassan (G)
- 2013 Stiftung Starke, Löwenpalais Berlin (G), PArt3 Kunstmarkt Petershagen (G, K), Malerei (mit Schallenberg), Städtische Galerie Petershagen, die 1/2 Wahrheit, Kunstverein Burgwedel (G)
- 2014 Schattenseiten, dat Galerie, Berlin (E), RUW! 1, SCHAU FENSTER, Raum für Kunst, Berlin (G, K), Behausung, VBK, Berlin (G), RUW! 2, SCHAU FENSTER, Raum für Kunst, Berlin (G, K)
- 2015 Beziehungsweise (mit Schallenberg), Kunstverein Heidenheim, Patchwork, Kunstverein Künstlerhaus Meinersen (G), RUW! 3, tête, project space, Berlin, (G, K), Kerngebiete (mit Schallenberg und Michael Jastram), Galerie Schmalfuss, Marburg
- 2016 Malverwandschaften, 6 Künstler aus einem Haus, Kulturhistorisches Museum Stralsund (G, K), RUW! 4, tête, project space, Berlin (G, K), RUW! Prothese, tête, project space, Berlin (G), Galerie Noah, Augsburg (G), Galerie Herr Beinlich, Bielefeld (E), 48 Stunden Neukölln, Berlin (G), Kunstverein Schwetzingen (G, K), Blixa Artzine, Aalborg/Dänemark (F)
- (G), Art Bodensee, Galerie Cyprian Brenner, Haus der Kunst, München, SuperBOOKS (G), Galerie Schloss Herrenhausen, Hannover, 2. Kunstsalon Herrenhausen-Galerie Falkenberg, Hannover (G), SCHAU FENSTER, Raum für Kunst, Berlin, RUW! 7 (G, K)
- 2020 Galerie Cyprian Brenner / Ecke Galerie, Zwischenwelten (mit Schallenberg), Galerie ARTAe, Leipzig, Flüchtige Ewigkeit (E), Städtisches Museum Schloss Salder, Salzgitter, 30. Salon Salder (G, K), Galerie Villa Novilla, Berlin, Schwarze Kohle, rothe Erde, gelbe Flammen (G), TNT Galerie, Dafen, Shenzhen, China, PlanT-,Zwitschermaschine, Berlin, RUW! 8 (G, K), TNT Galerie, Dafen, Shenzhen, China, Projekt T (G), Fen-Found Galleries Art Week, Dafen, Shenzhen, China (G), Galerie Schmalfuß, Berlin, H2O (G),[6] C.A.R. Contemporary Art Ruhr, Essen (mit Galerie ARTAe, Leipzig), Galerie Falkenberg, Hannover, Accrochage (G), TNT Galerie, Dafen / Shenzhen / China, Gravity Anomaly (G), Dafen Art Museum, Shenzhen, China, The 2nd Dafen International Oil Painting Biennale (G, K)
- 2021 Galerie Schmalfuss, Marburg, Mobile in Mobilis H2O (G, K), Kunstverein Kirche Salzwedel, Atempause (G), Galerie Michael Schmalfuss, Berlin, RUW! (G), Galerie Schindler LAB, Potsdam, Panta Rhei (mit Jordana Rae Gassner), Galerie ARTAe, Leipzig, (E, K), Galerie Schindler LAB, Potsdam, 100 unter 1000 (G)
- 2022 Discovery Art Fair Cologne, Köln (mit Galerie Falkenberg, Galerie Z22, Berlin, Werkschau 2 (G), HilbertRaum, Berlin, RUW! 9 (G), Kunstverein Burgwedel, Isernhagen, Utopie (G), Art Karlsruhe (mit Galerie Cyprian Brenner), HilbertRaum, Berlin, the big RUW! show- works on paper (G), Kulturwerkstatt Haus 10, Fürstenfeldbruck (G), Zimmer 48, Berlin, Fisimatenten - fragile Schutzräume (mit Janka Blanckertz (G), Galerie Schindler, Potsdam, 100 unter 1000 (G)
- 2023 Galerie ARTAe, Leipzig, entre nous (mit Schallenberg), Richard-Haizmann-Museum, Niebüll, Resonanz (mit Schallenberg), Guardini Stiftung, Berlin ELEMENTAR (mit Petra Lottje und Susanne Roewer), Galerie Schindler, Potsdam, Tiefe Tage (E), Galerie Z22, Berlin, MEHR MEER (mit Frank Massholder), Galerie Michael Schmalfuss, Berlin, RUW! PARCOURS (G), Künstlerhaus Vorpommern, Heinrichsruh, Zusammenkunft-Künstler*Innen und Außen (G), Projektraum Zwitschermaschine, Berlin, Das Wetter von morgen, kuratiert von Hannah Becher (G), Galerie Schindler, Potsdam, Sommerausstellung (G), Atelierhof Kreuzberg, Berlin, RUW! (G)
- 2024 Galerie Falkenberg, Hannover, PAARWEISE (mit Schallenberg), Kunstverein Schwetzingen Palais Hirsch, Strandgut (E) (K), Künstlerhaus Vorpommern, Heinrichsruh, Wir gratulieren C.D.F.! (mit Susanne Maurer und Stefan Schwarzmüller), Projektraum Gewölbekeller, Berlin, Versuchung, kuratiert von X Joy X (G), Projektraum Zwitschermaschine, Berlin, Handlung (G), Galerie Cyprian Brenner, Schwäbisch Hall,  Romantille - Magie der Landschaft (G), Kunsthalle Niendorf / Künstlerhaus Sootbörn, Hamburg, Everyone but Caspar! (G), Galerie Schindler, Potsdam, Past, Present, Future (G)
- 2025 Galerie Anna25, Berlin, Will-ó-the-Wisp (G), Künstlerhaus Bethanien, Projektraum, Berlin, RUW (G), Projektraum Zwitschermaschine, Berlin, Handlung 7 (G)

## Publikationen
- Sandra Abend (Hrsg.): Augenblick, verweile doch, du bist so schön. Wilhelm-Fabry-Museum, Hilden 2006, ISBN 3-9808326-4-3.
- Fossile Augenblicke. Werkkatalog. Verlag Art In Flow, Berlin 2008, ISBN 978-3-938457-03-0.
- RUW! Issue 1 – ordinary madness. Künstlermagazin, Verlag Art In Flow, Berlin 2013, ISBN 978-3-938457-22-1.
- RUW! Issue 2 – von Kleist. Künstlermagazin, Verlag Art In Flow, Berlin 2014, ISBN 978-3-938457-24-5.
- RUW! Issue 3 – nach dem Danach. Künstlermagazin, Verlag Art In Flow, Berlin 2015, ISBN 978-3-938457-28-3.
- RUW! Issue 6 – Arbeitsunfall. Künstlermagazin, J.K. Verlag, Berlin 2018, ISBN 978-3-942847-98-8.
- The Album of the First Dafen International Oil Painting Biennale 2018, ISBN 978-7-5190-4096-3.
- RUW! - a limited edition artist publication – Objekt-Magazine, Icon Verlag, München 2018, ISBN 978-3-928804-83-7.
- RUW! Issue 7 – Don´t eat the yellow snow – Künstlermagazin, JK-Verlag, Berlin 2019, ISBN 978-3-942847-97-1.
- RUW! Issue 8 - Walle! walle - Künstlermagazin, JK-Verlag, Berlin 2020, ISBN 978-3-942847-96-4
- RUW! Issue 9 - No. nine, JK-Verlag, Berlin 2022, ISBN 978-3-942847-95-7
- RUW! Issue 10 - Es regnet und es regnet nicht, ISBN 978-3-942847-91-9
- RUW! Issue 11 - Gemischtes Doppel[7]

## Öffentliche Ankäufe
- Beisheim Stiftung, München
- Dafen Art Museum, Shenzhen, China
- Bertelsmann, Washington
- Investitionsbank, Berlin
- Nord LB, Hannover
- Nord LB, Braunschweig
- Land Berlin, Künstlerförderung